# Anelpistus candensis
Anelpistus candensis is een keversoort uit de familie Stenotrachelidae. De wetenschappelijke naam van de soort is voor het eerst geldig gepubliceerd in 1942 door Mank.